# Navadni slepec
Navádni slépec (znanstveno ime Anguis fragilis) je breznogi, kačam podobni živorodni kuščar, spada v družino slepcev. Je nenevaren, uničuje gosenice in polže.

## Telesna zgradba
Na prvi pogled ne deluje kot kuščar, čeprav spada mednje. Noge pri slepcu so zakrnele, brez vidnih ostankov, ni sledu o ušesih. Zraste do 50, izjemoma 60 cm.
Osnovna barva je rjava ali sivorjava s temnimi pikicami. Samci imajo lahko tudi modre pege. Samci se od samic ločijo po temnih progah na bokih in enaki spodnji strani. Mladi slepci so podobni samcem, le da je osnovna barva svetlejša. Samice imajo temen sprednji del bokov. Rep pri slepcu je lahko dolg kot telo in izredno krhek, na kar nas opozarja tudi njegovo znanstveno ime. V nevarnosti ga lahko del tudi odvrže. 
Gladke luske so brez grebenov in se pokrivajo kot strešnik. Slepec ima gibljive veke in lahko zapre oči.

## Življenje
V Sloveniji je splošno razširjen od nižine do drevesne meje. Živi v različnih življenjskih prostorih, od vrtov, parkov, do gozdov vseh vrst, po barjih, najdemo ga tudi na kmetijskih območjih z nekaj drevja in grmovja, praktično povsod, kjer  si le najde dovolj rahlo podlago, da se lahko zarije vanjo.
Sonči se le redko, če pa že, to vedno počne le v polsenci. Aktiven je v mraku, tudi po dežju. Prezimi v podzemnih luknjah, razpokah in podobnih mestih.
Pri parjenju ujame samec samico za glavo in je ne izpusti, dokler ne konča. Je ovoviviparen, kar pomeni, da se mladiči razvijejo iz jajc v samičinem telesu že pred kotitvijo. Mladiči (od 5 do 20 ) se izležejo junija ali julija.
Prehranjujejo se z žuželkami, pajki, deževniki in polži. Najraje plenijo deževnike in gole polže. Po obedu si obrišejo sluz tako, da z glavo drgnejo levo in desno po travi in mahu.

## Taksonomija
- Anguis fragilis Linnaeus, 1758
  - Anguis fragilis fragilis Linnaeus, 1758
  - Anguis fragilis colchicus (Nordmann, 1840)

Podvrsto Anguis fragilis fragilis najdemo po vsej Evropi, medtem ko Anguis fragilis colchicus najdemo v jugovzhodni Evropi, Kavkazu in Iranu.